# 65 Водолея
65 Водолея (лат. 65 Aquarii, HD 215097) — одиночная звезда в созвездии Водолея на расстоянии приблизительно 473 световых лет (около 145 парсеков) от Солнца. Видимая звёздная величина звезды — +7,04m.

## Характеристики
65 Водолея — оранжевый гигант спектрального класса K0III. Радиус — около 7,77 солнечных, светимость — около 45,99 солнечных. Эффективная температура — около 5003 К.